# Torny-le-Grand
Torny-le-Grand (toponimo francese; in tedesco Grosstorny, desueto) è una frazione del comune svizzero di Torny, nel Canton Friburgo (distretto della Glâne).

## Storia

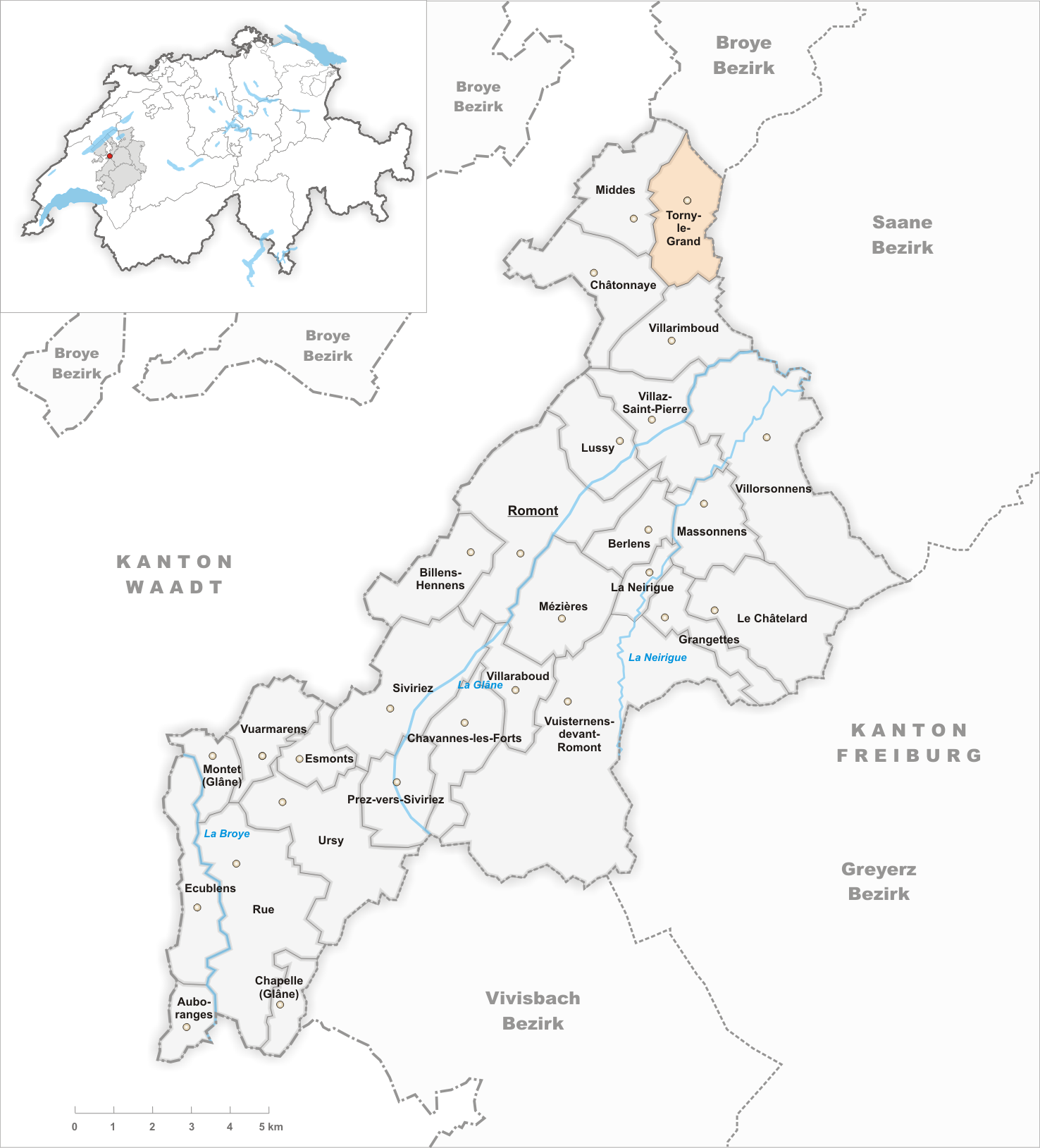
Il territorio del comune di Torny-le-Grand prima degli accorpamenti comunali del 2004

Già comune autonomo, nel 2004 è stato accorpato all'altro comune soppresso di Middes per formare il nuovo comune di Torny.

## Monumenti e luoghi d'interesse

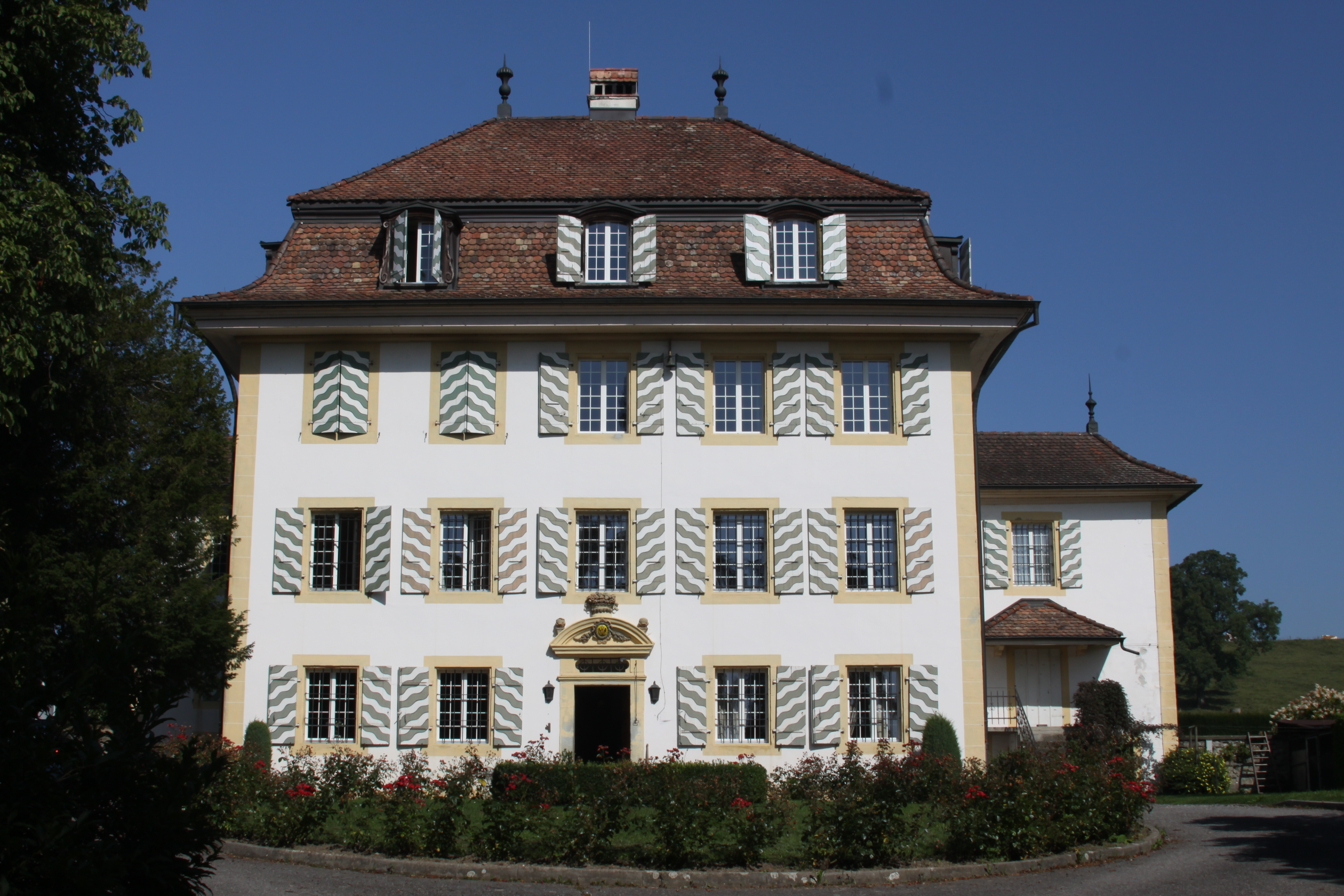
Il castello di Torny

- Chiesa cattolica di San Nicola, eretta nel XV secolo e ricostruita nel 1698 e nel 1754-1755[1];
- Castello di Torny, eretto nel 1730-1745[1].

## Società

### Evoluzione demografica
L'evoluzione demografica è riportata nella seguente tabella:
Abitanti censiti

## Amministrazione
Ogni famiglia originaria del luogo fa parte del comune patriziale che ha la responsabilità della manutenzione di ogni bene comune.